# فرنا
فرنا (به آلمانی: Ferna) یک شهر در آلمان است که در آیشسفلد واقع شده‌است. فرنا ۵۸۷ نفر جمعیت دارد.